# Halowe Mistrzostwa Europy w Lekkoatletyce 1970 – sztafeta 4 × 1 okrążenie kobiet
Sztafeta 4 × 1 okrążenie kobiet – jedna z konkurencji biegowych rozgrywanych podczas halowych lekkoatletycznych mistrzostw Europy w hali Stadthalle w Wiedniu. Rozegrano od razu bieg finałowy 14 marca 1970. Długość jednego okrążenia wynosiła 200 metrów. Zwyciężyła reprezentacja Związku Radzieckiego. Tytułu z poprzednich igrzysk nie broniła sztafeta Francji.

## Rezultaty

### Finał
Rozegrano od razu bieg finałowy, w którym wzięły udział 3 sztafety.

Opracowano na podstawie materiału źródłowego.
| Miejsce | Reprezentacja | Zawodniczki                                                               | Czas   |
| ------- | ------------- | ------------------------------------------------------------------------- | ------ |
| 1       | ZSRR          | Nadieżda Biesfamilna, Wira Popkowa, Galina Bucharina, Ludmiła Samotiosowa | 1:35,7 |
| 2       | RFN           | Elfgard Schittenhelm, Annelie Wilden, Marianne Bollig, Annegret Kroniger  | 1:37,6 |
| 3       | Austria       | Maria Sykora, Brigitte Ortner, Christa Kepplinger, Hanni Burger           | 1:40,8 |